# Pompeiano (prefeito do Egito)
Flávio Valério Pompeiano (em latim: Flavius Valerius Pompeianus) foi um oficial administrativo do Império Romano do século III, ativo no tempo dos imperadores Diocleciano (r. 284–305) e Maximiano (r. 285–308). Entre 287 e 290, exerceu a função de prefeito do Egito, fato atestado em documentos de Oxirrinco e Hermópolis Magna. Quiçá foi destinatário de várias cartas enviadas a certo Pompeiano.